# Port lotniczy Panama
Port lotniczy Panama-Tocumen (ang. Tocumen International Airport, his. Aeropuerto Internacional de Tocumen) (IATA: PTY, ICAO: MPTO) – największy panamski port lotniczy zlokalizowany w miejscowości Tocumen, w odległości ok. 20 km od stolicy kraju – Panamy. W 2022 lotnisko obsłużyło 15,8 mln pasażerów. Jest hubem lotniczym dla narodowego panamskiego przewoźnika Copa Airlines.

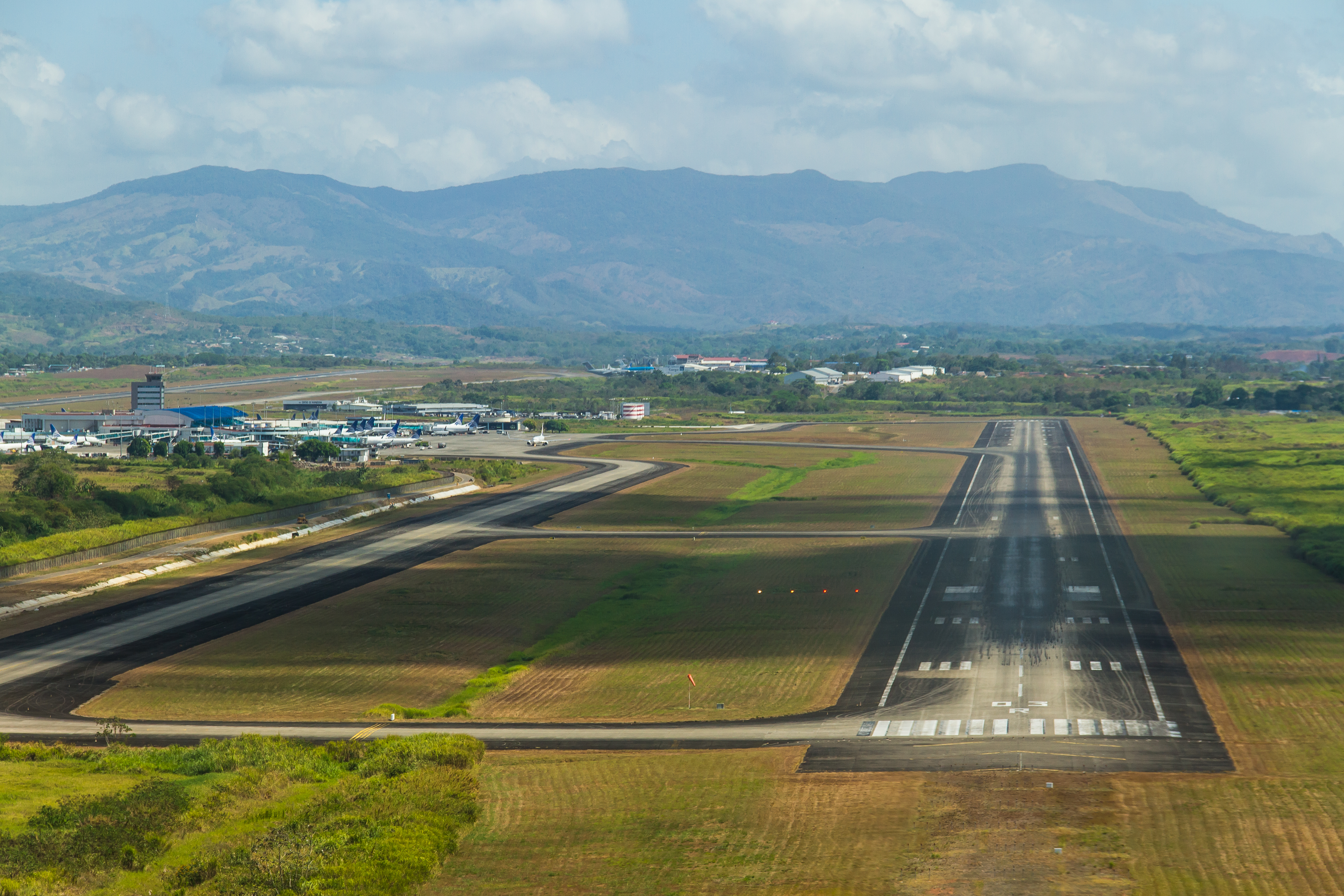
Podejście do pasa lotniska Tocumen

## Linie lotnicze i połączenia
Lotnisko obsługiwane jest przez 16 linii lotniczych, które oferują bezpośrednie połączenia do 93 portów lotniczych w 37 państwach Ameryki Północnej, Ameryki Południowej i Europy:
| Linia lotnicza         | Kierunek |
| ---------------------- | --- |
| Air Europa             | 1. Madryt |
| Air France             | 1. Paryż-Charles de Gaulle |
| American Airlines      | 1. Miami |
| Avianca                | 1. Bogotá |
| Avianca Costa Rica     | 1. San José |
| Avianca Ecuador        | 1. Bogotá |
| Avianca El Salvador    | 1. San Salvador |
| Cayman Airways         | 1. / Grand Cayman |
| Copa Airlines          | 1. Armenia 2. / Aruba 3. Asunción 4. Atlanta 5. Austin 6. Baltimore 7. Barbados 8. Barranquilla 9. Belize City 10. Belo Horizonte 11. Bogotá 12. Boston 13. Brasília 14. Bucaramanga 15. Buenos Aires-Ezeiza 16. Cali 17. Cancún 18. Cartagena 19. Chicago-O’Hare 20. Chiclayo 21. Córdoba 22. Cúcuta 23. / Curaçao 24. Denver 25. Florianópolis 26. Fort Lauderdale 27. Georgetown 28. Guadalajara 29. Gwatemala 30. Guayaquil 31. Havana 32. Kingston 33. Las Vegas 34. Lima 35. Los Angeles 36. Managua 37. Manaus 38. Manta 39. Medellín-JMC 40. Mendoza 41. Meksyk 42. Meksyk-Ángeles 43. Miami 44. Montego Bay 45. Monterrey 46. Montevideo 47. Montreal 48. Nassau 49. Nowy Jork-JFK 50. Orlando 51. Paramaribo 52. Pereira 53. Porto Alegre 54. Port-of-Spain 55. Punta Cana 56. Quito 57. Raleigh/Durham 58. Rio de Janeiro 59. Rosario 60. San Andrés 61. San Francisco 62. San José 63. / San Juan 64. San Pedro Sula 65. San Salvador 66. Santa Clara 67. Santa Cruz de la Sierra 68. Santa Marta 69. Santiago de Chile 70. Santiago de los Caballeros 71. Santo Domingo-Las Américas 72. São Paulo 73. / Sint Maarten 74. Tampa 75. Toronto-Pearson 76. Tulum 77. Waszyngton-Dulles |
| Copa Airlines Colombia | 1. Buenos Aires-Ezeiza 2. Medellín-JMC |
| Delta Air Lines        | 1. Atlanta |
| Euroairlines           | 1. Havana |
| Iberia                 | 1. Madryt |
| KLM                    | 1. Amsterdam |
| Turkish Airlines       | 1. Bogotá 2. Stambuł |
| United Airlines        | 1. Houston-Intercontinental 2. Newark |